# Instagram
Instagram je spletno družbeno omrežje, ki uporabnikom primarno omogoča delitev fotografij in videoposnetkov. Objavljen material, ki je dostopen preko mobilne aplikacije, je mogoče znotraj te deliti javno ali zasebno med uporabniki kot tudi preko ostalih družbenih omrežij, kot so Facebook, Twitter, Tumblr ali Flickr.
Izvorno je bila aplikacija prepoznavna po formatu fotografij v razmerju 1:1 (nasprotno z razmerjem 3:4, ki je v mobilnih napravah najpogostejši) in s tem asociirala na format polaroidnih slik.
Duševno zdravje
V maju 2017 je združenje Royal Society for Public Health izvedlo anketo, na katerem je bilo anketiranik 1.479 oseb, starih 14-24 let, in zahtevalo, da ocenijo platforme socialnih medijev glede na anksioznost, depresijo, osamljenost, ustrahovanje in samo podobo telesa. Ugotovili so, da je Instagram "najslabši za mlade glede na duševno zdravje ".